# Esplin-Inseln
Die Esplin-Inseln sind eine aus zwei kleinen Inseln und einigen Klippen bestehende Inselgruppe vor dem südlichen Ende der westantarktischen Adelaide-Insel. Sie liegen nordöstlich des Box Reef.
Das UK Antarctic Place-Names Committee benannte sie nach Unterleutnant Christopher John Esplin-Jones (* 1940), Mitglied der hydrographischen Einheit der Royal Navy, welche diese Inseln zwischen 1962 und 1963 kartierte.